# Emil Belton
Emil Belton (* 20. September 1999) ist ein deutscher Schauspieler und Regisseur.

## Leben
2014 stand Belton zusammen mit seinem Zwillingsbruder Oskar für die Hauptrolle im dänischen Filmdrama Unter dem Sand vor der Kamera.
2016 spielte Belton „Nico“ im Kinofilm Tigermilch von Ute Wieland. 2017 verkörperte er in Notruf Hafenkante Dennis Kovacz.
Gemeinsam mit seinem Bruder Oskar, Bruno Alexander, Leonard Fuchs und Max Mattis führt er Regie in der YouTube-Serie Intimate und spielt dabei eine der fünf Hauptrollen. 2019 spielte Belton in SOKO Hamburg, Der Schneegänger, Rampensau, Tatort Dresden (Episode Die Zeit ist gekommen), Helen Dorn (Episode Wer Gewalt sät), Wo ist die Liebe hin? und Ostfriesenangst.
Mit Zwillingsbruder Oskar und Bruno Alexander führte Emil Belton bei der Amazon-Prime-Serie Die Discounter Regie, bei der er auch für Drehbuch und Schnitt verantwortlich war.
Des Weiteren hat er als Showrunner und Hauptdarsteller die neue Auflage von Intimate für Joyn und ProSieben zu verantworten, die im März 2023 erschien.
Belton gewann mit der Serie "Player of Ibiza", bei der er Regie, Drehbuch sowie eine der Hauptrollen übernahm, den "Grimme-Preis".
Belton hat insgesamt drei Brüder.

## Filmografie
- 2015: Unter dem Sand (Kinofilm)
- 2017: Tigermilch (Kinofilm)
- 2016: Die Pfefferkörner (Fernsehserie)
- 2017: Notruf Hafenkante (Fernsehserie)
- 2017–2020: Intimate (Webserie)
- 2019: SOKO Hamburg (Fernsehserie): Folge „Herr Dückers“
- 2019: Der Schneegänger (Fernsehfilm)
- 2019: Rampensau (Fernsehserie)
- 2019: Helen Dorn (Fernsehserie)
- 2019: Wo ist die Liebe hin? (Fernsehfilm)
- 2019: Ostfriesenangst (Fernsehserie)
- 2020: Tatort: Die Zeit ist gekommen
- 2020: Der Usedom-Krimi: Nachtschatten (Fernsehreihe)
- 2021: Der Lehrer (Fernsehserie)
- 2021: Helen Dorn – Wer Gewalt sät (Fernsehreihe)
- 2021: SOKO Potsdam: Rich Kids (Fernsehserie)
- 2021: Der Usedom-Krimi: Ungebetene Gäste (Fernsehreihe)
- seit 2021: Die Discounter (Fernsehserie)
- 2021: Wo ist die Liebe hin (Fernsehfilm)
- 2022: Der Usedom-Krimi: Am Ende einer Reise (Fernsehreihe)
- 2023: jerks. (Fernsehserie, Staffel 5, 3. Folge)
- seit 2023: Intimate (Fernsehserie)
- 2023: Der Usedom-Krimi (Fernsehreihe)
  - Friedhof der Welpen
  - Geburt der Drachenfrau
  - Schlepper
- seit 2024: Player of Ibiza (Fernsehserie)